# Episodi di Stage 7
La prima e unica stagione della serie televisiva Stage 7 è andata in onda negli Stati Uniti dal 30 gennaio 1955 al 25 settembre 1955 sulla CBS.
| nº | Titolo originale              | Prima TV USA      |
| -- | ----------------------------- | ----------------- |
| 1  | The Deceiving Eye             | 30 gennaio 1955   |
| 2  | Appointment in Highbridge     | 6 febbraio 1955   |
| 3  | The Legacy                    | 13 febbraio 1955  |
| 4  | Debt of Honor                 | 20 febbraio 1955  |
| 5  | Tiger at Noon                 | 27 febbraio 1955  |
| 6  | To Kill a Man                 | 6 marzo 1955      |
| 7  | The Greatest Man in the World | 13 marzo 1955     |
| 8  | The Press Conference          | 20 marzo 1955     |
| 9  | The Long Count                | 27 marzo 1955     |
| 10 | Down from the Stars           | 3 aprile 1955     |
| 11 | Young Girl in an Apple Tree   | 10 aprile 1955    |
| 12 | Emergency                     | 17 aprile 1955    |
| 13 | The Magic Hat                 | 24 aprile 1955    |
| 14 | Armed                         | 1º maggio 1955    |
| 15 | Billy and the Bride           | 8 maggio 1955     |
| 16 | A Note of Fear                | 15 maggio 1955    |
| 17 | The Verdict                   | 22 maggio 1955    |
| 18 | The Time of the Day           | 29 maggio 1955    |
| 19 | Yesterday's Pawnshop          | 5 giugno 1955     |
| 20 | The Traveling Salesman        | 12 giugno 1955    |
| 21 | End of the Line               | 19 giugno 1955    |
| 22 | Debt to a Stranger            | 26 giugno 1955    |
| 23 | Where You Loved Me            | 4 settembre 1955  |
| 24 | The Hayfield                  | 18 settembre 1955 |
| 25 | Fox Hunt                      | 25 settembre 1955 |

## The Deceiving Eye
- Prima televisiva: 30 gennaio 1955

### Trama
- Guest star: Russ Conway (Bob), Tommy Cook (Frankie), Jean Howell (Mrs. Holnes), Frank Lovejoy (Prof. William Fletcher), Ann Robinson (Liz), Hugh Sanders (capitano Barnett), James Seay (maggiore Holmes), John Warburton (McHugh)

## Appointment in Highbridge
- Prima televisiva: 6 febbraio 1955

### Trama
- Guest star: Phyllis Coates, Darlene Fields, Alex Frazer, Herbert Heyes, William Hudson, Dan O'Herlihy, James Parnell, Mary Scott, John Warburton

## The Legacy
- Prima televisiva: 13 febbraio 1955

### Trama
- Guest star: Vanessa Brown (Julia), George N. Neise (Julian), Elizabeth Patterson (nonna)

## Debt of Honor
- Prima televisiva: 20 febbraio 1955

### Trama
- Guest star: Charles Bronson (Murray Forman), Edmond O'Brien (Clinton Sturgess), Steve Pendleton (Hyland), Kasey Rogers (Martha Sturgess), Wendy Winkelman (Barbara Sturgess)

## Tiger at Noon
- Prima televisiva: 27 febbraio 1955

### Trama
- Guest star: Stephen McNally (Chris), Anthony Caruso (Danny Arketto), Jorja Curtright (Stara), John Doucette (sergente Toomey), Carl Milletaire (Johnny Davis), Edith Evanson (Mrs. Whitfield), Paul Maxey (James Gallagher), Eddie Ryder (Seymour Benson), William Newell (barista), Peggy Maley (Blonde)

## To Kill a Man
- Prima televisiva: 6 marzo 1955

### Trama
- Guest star: Alexis Smith (Caroline Taylor), Scott Forbes (Phillip Taylor), Dan Barton (Intruder), Ross Elliott (Charles Bowman), Joan Banks (Letty Bowman), Leonard Carey (Reynolds), John Goddard (barista)

## The Greatest Man in the World
- Prima televisiva: 13 marzo 1955

### Trama
- Guest star: Billy Chapin (Todd Jennings), Clancy Cooper (George), Ann Doran (Grace Jennings), Barry Froner (Urchin), Geraldine Hall (Miss Blodgett), John Maxwell (Nicholson), John Monaghan (meccanico), Pat O'Brien (Dan Jennings)

## The Press Conference
- Prima televisiva: 20 marzo 1955

### Trama
- Guest star: Malcolm Atterbury (Jim Stephens), Virginia Christine (Secretary), Russ Conway (Phil Burke), Joseph Crehan, Alan Dexter (Sam Stacey), Gordon Mills (Boxley), Dennis Morgan (Elliot Fairchild)

## The Long Count
- Prima televisiva: 27 marzo 1955

### Trama
- Guest star: Ted de Corsia (Vic Kelsey), Richard Deacon (dottor Constante), Biff Elliot ('Pretty Boy' Mendero), Frank Lovejoy (McGraw), Nestor Paiva (Max Zachary), Joan Vohs (Sandra Starr), Mel Welles (Sam Grogan)

## Down from the Stars
- Prima televisiva: 3 aprile 1955

### Trama
- Guest star: Whit Bissell (Rolley), Lamont Johnson (Paul), Diana Lynn (Julie Marshall), Mira McKinney (Mrs. Anderson)

## Young Girl in an Apple Tree
- Prima televisiva: 10 aprile 1955

### Trama
- Guest star: Ann Harding (Harriet Gates Adams), Regis Toomey (Johnny Davis), John Hoyt (Anson Hall), Whit Bissell (Marty Wilkins), Peter Camlin (Mr. Adlon)

## Emergency
- Prima televisiva: 17 aprile 1955

### Trama
- Guest star: Lee Bowman (Alan Howard), Jean Byron (Mary Howard), Michael Whalen (Frank Leyton), Christopher Dark (Billy Waring), Angela Greene (Ella Harding), Frances Mercer (Bess Layton), William Bryant (Peter Shipstead), Ted Hecht (sergente Singh), Harry Harvey Jr. (corriere), Don Shelton (John Richards), Victoria Ward (Fran Richards), Bernie Gozier (servo), Clarence Lung (Prince), Charlotte Lawrence (Los Angeles Telephone Operator)

## The Magic Hat
- Prima televisiva: 24 aprile 1955

### Trama
- Guest star: George Brent (professore Michael X. Balsam), Kristine Miller (Ann Coker), Lydia Reed (Jody Balsam), Nora Marlowe (Mrs. Kakoonis)

## Armed
- Prima televisiva: 1º maggio 1955

### Trama
- Guest star: Dan Barton (sergente Fred Miller), Neville Brand (maggiore Stevens), Peter Hansen (capitano Chuck Boske), Brett King (tenente Ed Dawes), Strother Martin (tenente Bob Handley), Gordon Mills (maggiore Pete Gilbert), Robert Nichols (tenente Gene Jarech)

## Billy and the Bride
- Prima televisiva: 8 maggio 1955

### Trama
- Guest star: Angela Lansbury (Vanessa Peters), Dick Foran (Archie Peters), Hugh O'Brian (Billy the Kid), Frank Sully (Pat Turner), Mary Treen (Louise), Charlotte Lawrence (madre), Eugene Mazzola (ragazzino), Claire Trevor

## A Note of Fear
- Prima televisiva: 15 maggio 1955

### Trama
- Guest star: Joan Banks (Fran), Christopher Dark (Bobby Starr), Lawrence Dobkin (Harry Wilson), Gordon Mills (Steve Randolph), Leonard Penn (Joe Collins), Don Rickles (annunciatore), George Selk (News Vendor), Jan Sterling (Marge)

## The Verdict
- Prima televisiva: 22 maggio 1955

### Trama
- Guest star: Karin Booth (Stella Williams), Alexander Campbell (professore Harold Radford), Virginia Carroll (Mrs. Samuel Tyler), Roy Engel (detective Sergeant Ryan), Stephen McNally (Quinn Williams), Harlan Warde (procuratore distrettuale Rogers), Howard Wendell (giudice), Adam Williams (Danny Rawlings)

## The Time of the Day
- Prima televisiva: 29 maggio 1955

### Trama
- Guest star: Peggy Ann Garner (Miranda Abbelard), Charles Bronson (Jerry Donn), Irene Hervey (Fran Abbelard), Grandon Rhodes (Wilson Abbelard), Leo Curley (Gilbey), Robert Osterloh (detective)

## Yesterday's Pawnshop
- Prima televisiva: 5 giugno 1955

### Trama
- Guest star: Peter Brocco (Tandowsky), Robert Foulk (Maloney), Jane Frazee (Kramer's Girl), Ralph Moody (Proprietor), Robin Raymond (Landlady), Randy Stuart (Jill), Grady Sutton (impiegato), Don Taylor (Arnold)

## The Traveling Salesman
- Prima televisiva: 12 giugno 1955

### Trama
- Guest star: George Montgomery (Don Kelly), Alan Hale Jr. (Herb 'Bad News' Loftus), Gloria Talbott (Nancy), Karen Steele (Mary), Don Beddoe (O'Brien), Walter Baldwin (sceriffo Weston), Eve McVeagh (Miss Shelby), Richard Reeves (Sundown Jones), Reed Howes (Man in Bar), Tony Hughes (Loafer)

## End of the Line
- Prima televisiva: 19 giugno 1955

### Trama
- Guest star: Tony Barrett (Sharpy), Robert Bice (tassista), Ellen Corby (Old Lady), Michael Emmet (Joe Davies), Don Haggerty (Al Maxim), Leonard Penn (passeggero), Stuart Randall (conducente del bus), Maria Riva (Madge Jackson)

## Debt to a Stranger
- Prima televisiva: 26 giugno 1955

### Trama
- Guest star: Gene Barry, Phyllis Coates (Alice), Victor Millan (Navarro), Lyle Talbot

## Where You Loved Me
- Prima televisiva: 4 settembre 1955

### Trama
- Guest star: Macdonald Carey (Philippe), Joseph Crehan (Beck), Gertrude Graner (donna), Jack McAfee, Frances Rafferty (Jenny), Frank J. Scannell (Manager), Dick Wessel (Curley), Arthur Wheatley

## The Hayfield
- Prima televisiva: 18 settembre 1955

### Trama
- Guest star: Macdonald Carey (Jim Blandings), Dick Foran (Bill Cole), Phyllis Thaxter (Muriel Blandings), Frank Ferguson (Fire Chief), Will Wright (Mr. Quimby), Ralph Moody (editore Nellus), Dick Elliott (Fire Leader), Jean Howell (Mrs. Willersly), Dee Aaker (Paperboy), John Girton (George Hawkins)

## Fox Hunt
- Prima televisiva: 25 settembre 1955

### Trama
- Guest star: Dennis Morgan (Ranger Jim Harris), Harry Shannon (Fox Durkin), John Doucette (Luke), Howard Negley (Sam), John Cliff (Martin), Strother Martin (Pete), Ray Walker (Tim Burton), Paul Burke (Tommy)